# Marshall et Simon : Une nouvelle dimension
Marshall et Simon : Une nouvelle dimension ou Eerie, Indiana au Québec (Eerie, Indiana: The Other Dimension) est une série télévisée canadienne en quinze épisodes de 21 minutes, créée par Karl Schaefer et José Rivera et diffusée entre le 7 février et le 30 mai 1998 sur le réseau Global et aux États-Unis dans le bloc de programmation Fox Kids.
En France, la série a été diffusée à partir du 10 novembre 1999 sur France 3 dans Les Minikeums, puis sur Fox Kids au début des années 2000.

## Synopsis
Spin-off de la série Marshall et Simon, la petite ville d'Eerie est toujours le théâtre de phénomènes étranges. Mais cette fois-ci, la ville est située dans une autre dimension et les protagonistes ont changé.

## Distribution
- Bill Switzer : Mitchell Taylor
- Daniel Clark (en) : Stanley Hope

## Épisodes
1. Monsieur Charney  (Switching Channels)
2. Le voleur de cerveau (The Goody-Two Shoes People)
3. Les zombies (Standard Deviation)
4. La vérité (Time Flies)
5. Le zapping fou (The Phantom)
6. L'ordre du maïs (The Young and the Twitchy)
7. Le fantôme (Last Laugh)
8. BCBG en herbe (The Newsroom)
9. Beep beep un curieux ami (Little Buddy Beep Beep)  Beep beep un curieux ami
10. Tango extraterrestre  (Perfect)
11. A la recherche du temps volé (Nightmare on Eerie Street)
12. Rira bien qui rira le dernier (Mr Lucky)
13. Feuilleton à l'eau de rose (Send In the Clones)
14. La foire aux petits génies (I'm Okay, You're Really Weird)
15. Le marchand de cauchemars (The Jackalope)